# Alarmstart

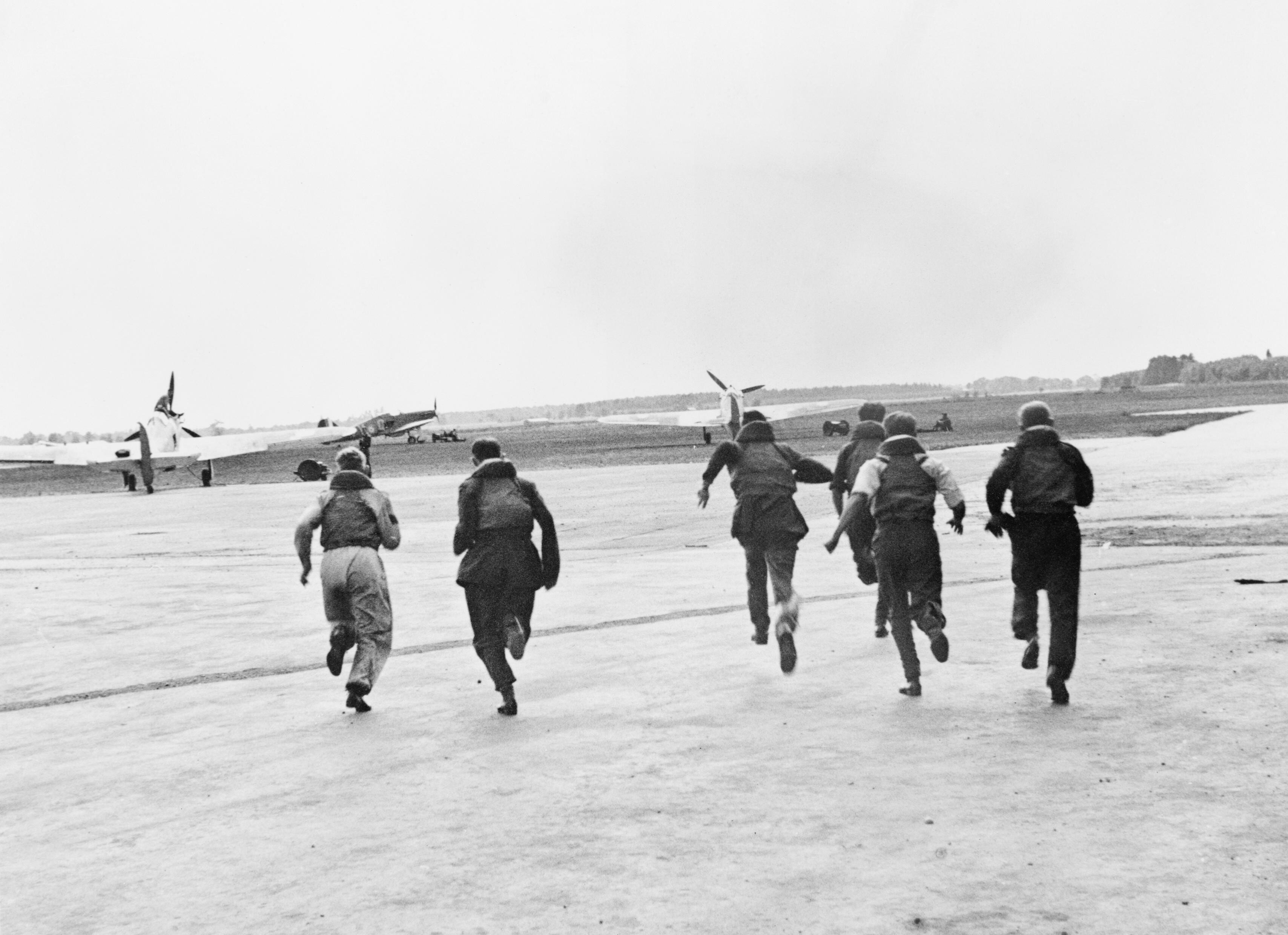
Britische Kampfpiloten rennen während der Luftschlacht um England vor einem Alarmstart zu ihren abgestellten Hawker-Hurricane-Jagdflugzeugen

Ein Alarmstart ist ein Start eines sich im hoheitlichen Auftrag befindlichen Luftfahrzeuges in kürzester Zeit nach einer Alarmierung, um es möglichst schnell in den Einsatz bringen zu können. Alarmstarts werden vor allem in der militärischen Luftfahrt, in der Luftrettung, von Löschflugzeugen und -hubschraubern, von Luftfahrzeugen der Polizei usw. angewandt.
Häufig werden Luftfahrzeuge und Besatzungen, die für Alarmstarts in Frage kommen, in erhöhter Bereitschaft gehalten und es ist ein Zeitraum vorgesehen, innerhalb dessen der Start nach der Alarmierung zu erfolgen hat. Im militärischen Bereich wird dieser Modus Operandi als Quick Reaction Alert (QRA) bezeichnet. Die in der internationalen Luftfahrt gebräuchliche englische Bezeichnung für einen Alarmstart ist scramble, nach dem englischen Wort für „Gedrängel, Gerangel; Jagd, Kampf“. Man unterscheidet zwischen einem Alpha Scramble (echter Alarmstart) und einem Tango Scramble (Übung).
Im Jahr 2020 absolvierten NATO-Jets über 400 Alarmstarts zum Abfangen russischer Flugzeuge; im Jahr 2021 waren es rund 290 Alarmstarts.